# Ана од Бретање
Ана од Бретање (Château des ducs de Bretagne, 25. јануар 1477 — Блоа, 9. јануар 1514) је била бретонска војвоткиња, кћерка Франсое II и Маргарите од Фоа и супруга Максимилијана I Хабзбуршког, затим Шарла VIII Валое и на крају Луја XII.
Уништењем и поделом Бургундског војводства 1477. године између Француске и Хабзбурга, Војводства Бретање је било остало једина самостална држава на територији, за коју се сматрало да потпада под француску круну. Како је Франсоа II од Бретање имао само кћер Ану, његова намјера је била да је уда за владара јаке европске државе, која би могла гарантовати независност Бретање. Први избор за будућег Аниног мужа је био будући кратковечни малолетни енглески краљ Едвард V Јорк. Како је током Лудог рата (1485—1488) Бретању поразила Француска, мировним споразумом је закључено да се Ана у будућности може удати само уз допуштење краља Француске. Без обзира на тај споразум, Ана од Бретање, која као малолетна преузима власт након очеве смрти 9. септембра 1488. године, удала се 19. децембра 1490. године за будућег светог римског цара Максимилијана.
Тренутак венчања је био потпуно погрешно изабран, јер те 1490. и следеће 1491. године Хабзбурзи ратују у Хрватској и Угарској против Владислава II покушавајући тамо освојити власт, тако да нису у стању бранити Бретању од француског напада 1491. године. Након што француска војска порази бретањску 1491. године Ана ће бити присилно удата за француског краља Шарла VIII. Папа Иноћентије VIII ће следећу годину потврдити овај брак и наредити да се у случају да Ана надживи краља, а нема деце мора удати за следећег француског краља.
То ће се на крају и догодити 1498. године када умире Шарл VIII, којег наслеђује ожењени Луј XII. Након што се Луј XII развео од прве жене, следеће 1499. године он склапа брак с Аном. У том браку ће бити рођена једина Анина деца која доживљавају пунолетност, а старија кћер имена Клод од Бретање ће постати њена наследница у Бретањи. Последње године живота Ана проводи у борби да своју кћер уда за неког самосталног владара, како би Бретања задржала своју независност. Када јој то није успело, онда је барем до своје смрти 1514. године успешно стављала вето на венчање своје кћери и француског престолонаследника, тако да до њега долази око четири месеца након Анине смрти.

## Детињство
Ана је била једино дијете бретонског војводе Франсое II и Маргарете, кћерке владајуће наварске краљице Елеоноре. Као војводино једино дијете била је одгајана да га једног дана наследи на престолу једног од најзначајнијих војводстава у Европи. Фрањо није желио допустити да Бретању анектира Француска, па је пажљиво разматрао питање кћеркиног брака. Заручио ју је за енглеског краља Едуарда V, али дечак је нестао током Ратова ружа. Међутим, кад га је поразила француска војска, морао је потписати мировни споразум којим се његовој кћерки забрањује да склопи брак без сагласности француског краља. Убрзо затим умро је од последица пада с коња, учинивши тако Ану војвоткињом Бретање.

## Владавина

### Први брак
Први задатак дванаестогодишње војвоткиње био је пронаћи мужа чија је војска довољно јака да се одупре француској. Изабрала је њемачког краља Максимилијана I, из династије Хабсбург, удовца бургундске војвоткиње Марије (такође Капетовке). Вјенчали су се путем представника 1490. године, те је Ана као његова супруга постала њемачка краљица и аустријска надвојвоткиња. Французи су овај брак сматрали озбиљном провокацијом, јер не само да на њега није пристао француски краљ, већ је и муж бретонске владарице био највећи непријатељ Француске. Вјенчање се показало лоше темпираним; Максимилијан је био презаузет проблемима у Угарској да би се озбиљно борио за Бретању, а Анини савезници, кастиљска краљица Изабела I и краљ Фердинанд V, били су заузети проводећи Реконкисту. Иако су и кастиљски краљеви и енглески краљ Хенри VII послали мање трупе у помоћ Ани, ни једни ни други нису жељели отворени сукоб с Француском.

### Други брак
У прољеће 1491. године француски краљ Шарл VIII Валоа освојио је град Рен и присилио Ану да се вери за њега. Она је затим, у пратњи своје војске, како би тобоже доказала да је сама пристала на брак, отпутовала у Ланже гдје се удала за њега упркос протестима Максимилијана који је истицао да је Ана већ била ваљано удата за њега, те да је Карло био заручен за његову кћерку Маргарету. Анин брак с Карлом је озаконио папа Иноћентије VIII, поништивши њен брак с Максимилијаном и тако јој одузевши титулу краљице Њемачке. Брачни уговор је прописивао да ће власт над Бретањом задржати онај супружник који надживи другога, али да ће се Ана, уколико надживи Карла и не буде имала дјеце с њим, морати удати за његовог насљедника.
Помазана је и крунисана као краљица Француске 8. фебруара 1492. године у базилици Сен-Дени. Анин други брак почео је лоше. Живјла је одвојено од мужа, који јој је бранио да користи титулу војвоткиње Бретање. Док је ратовао у Италији, регентство није препустио својој супрузи, како је био обичај, већ сестри Ани. Краљ и краљица су имали троје мртворођене и четворо живорођене дјеце, од којих најдуговјечније, син Шарл Орланд, доживљава само 3 године.

### Удовиштво
Шарл VIII је 1498. године умро несретним случајем, од посљедица ударца у главу. Ана је у 28 години остала удовица, без дјеце и насљедника. Споразум ју је сада обавезивао да се уда за новог краља Француске, мужевог рођака Луја XII, али он је већ био ожењен Анином заовом Жаном. Исте године је потврдила да ће се удати за Луја уколико добије поништење брака с Жаном у року од годину дана, вјерујући да Луј у томе неће успјети. Међутим, Луј је успио наговорити папу да му поништи брак упркос Жаниним протестима у датом року. У међувремену, Ана је уживала самостално владајућу својом домовином.

### Трећи брак
Године 1499. удала се за Луја XII. Од 1501. до 1504. године била је и краљица Напуља, будући да је Луј накратко освојио круну тог краљевства. Брачни уговор с Лујем је био много другачији од оног којег је потписала с Шарлом; Ана више није била девојчица, већ зрела удовица краља одлучна да осигура признање својих владарских права у Бретањи и независност свог војводства. Према брачном уговору, Ану је требало да наследи њихов други син или, ако буду имали само једног сина, њихова најстарија кћерка. Иако је њен нови муж имао великог утјецаја на власт над Бретањом, признавао је њу као владарку Бретање. С Лујем је имала две кћерке и четири мртворођена сина.
Ана се жестоко борила да осигура независност Бретање; своју најстарију кћерку Клаудију заручила је за Карла Аустријског (унука свог првог мужа). Међутим, кад је Лују постало јасно да му Ана неће родити сина, поништио је заруке Клаудије и Карла, те кћерку заручио за свог рођака и престолонаследника, Фрању Ангулемског. Ана се жестоко опирала мужевој одлуци и никада није одобрила тај брак. Чак је покушала своју другу кћерку, Ренату, учинити својом наследницом, назначивши тако у свом тестаменту.

## Смрт и посљедице
Ана је преминула у 36. години од бубрежног каменца. Иако је према њеном тестаменту требало да је наследи млађа кћерка Рената, Луј то није дозволио, па ју је, као што је и био обичај, наследила старија кћерка Клаудија коју је убрзо затим удао за Франсоу. Луј се оженио Маријом од Енглеске у неуспелом покушају да добије сина. Фрасоа је Луја наслиједио као краљ, а његов син с Клаудијом наслиједио је и француски и бретонски престо, те заувијек припојио Бретању Француској.
Њено тело је сахрањено у базилици Сен-Дени, у којој је била и крунисна, али срце јој је, по властитој жељи, сахрањено у Нанту, главном граду њеног војводства.
Била је описивана као прорачуната, поносна и охола. Цели живот је посветила борби за независност Бретање. Била је посвећена одгоју своје дјеце, што је било необично за жену њеног статуса у доба у којем је живјела. Исцрпило ју је четрнаест трудноћа, од 15. до 35. године живота.

## Породично стабло
|  |                                         |  |  |  |  |  |  |  |  |  |  |  |  |  |  |  |
|  | 16. John of Montfort                    |  |  |  |  |  |  |  |  |  |  |  |  |  |  |  |
|  |                                         |  |  |  |  |  |  |  |  |  |  |  |  |  |  |  |
|  |                                         |  |  |  |  |  |  |  |  |  |  |  |  |  |  |  |
|  | 8. Жан IV, војвода Бретање              |  |  |  |  |  |  |  |  |  |  |  |  |  |  |  |
|  |                                         |  |  |  |  |  |  |  |  |  |  |  |  |  |  |  |
|  |                                         |  |  |  |  |  |  |  |  |  |  |  |  |  |  |  |
|  | 17. Joanna of Flanders                  |  |  |  |  |  |  |  |  |  |  |  |  |  |  |  |
|  |                                         |  |  |  |  |  |  |  |  |  |  |  |  |  |  |  |
|  |                                         |  |  |  |  |  |  |  |  |  |  |  |  |  |  |  |
|  | 4. Richard, Count of Étampes            |  |  |  |  |  |  |  |  |  |  |  |  |  |  |  |
|  |                                         |  |  |  |  |  |  |  |  |  |  |  |  |  |  |  |
|  |                                         |  |  |  |  |  |  |  |  |  |  |  |  |  |  |  |
|  | 18. Карло II од Наваре                  |  |  |  |  |  |  |  |  |  |  |  |  |  |  |  |
|  |                                         |  |  |  |  |  |  |  |  |  |  |  |  |  |  |  |
|  |                                         |  |  |  |  |  |  |  |  |  |  |  |  |  |  |  |
|  | 9. Џоана од Наваре                      |  |  |  |  |  |  |  |  |  |  |  |  |  |  |  |
|  |                                         |  |  |  |  |  |  |  |  |  |  |  |  |  |  |  |
|  |                                         |  |  |  |  |  |  |  |  |  |  |  |  |  |  |  |
|  | 19. Жана од Валоа                       |  |  |  |  |  |  |  |  |  |  |  |  |  |  |  |
|  |                                         |  |  |  |  |  |  |  |  |  |  |  |  |  |  |  |
|  |                                         |  |  |  |  |  |  |  |  |  |  |  |  |  |  |  |
|  | 2. Франсоа II, војвода Бретање          |  |  |  |  |  |  |  |  |  |  |  |  |  |  |  |
|  |                                         |  |  |  |  |  |  |  |  |  |  |  |  |  |  |  |
|  |                                         |  |  |  |  |  |  |  |  |  |  |  |  |  |  |  |
|  | 20. Шарл V Мудри                        |  |  |  |  |  |  |  |  |  |  |  |  |  |  |  |
|  |                                         |  |  |  |  |  |  |  |  |  |  |  |  |  |  |  |
|  |                                         |  |  |  |  |  |  |  |  |  |  |  |  |  |  |  |
|  | 10. Луј I од Орлеана                    |  |  |  |  |  |  |  |  |  |  |  |  |  |  |  |
|  |                                         |  |  |  |  |  |  |  |  |  |  |  |  |  |  |  |
|  |                                         |  |  |  |  |  |  |  |  |  |  |  |  |  |  |  |
|  | 21. Joanna of Bourbon                   |  |  |  |  |  |  |  |  |  |  |  |  |  |  |  |
|  |                                         |  |  |  |  |  |  |  |  |  |  |  |  |  |  |  |
|  |                                         |  |  |  |  |  |  |  |  |  |  |  |  |  |  |  |
|  | 5. Margaret, Countess of Vertus         |  |  |  |  |  |  |  |  |  |  |  |  |  |  |  |
|  |                                         |  |  |  |  |  |  |  |  |  |  |  |  |  |  |  |
|  |                                         |  |  |  |  |  |  |  |  |  |  |  |  |  |  |  |
|  | 22. Ђан Галеацо Висконти                |  |  |  |  |  |  |  |  |  |  |  |  |  |  |  |
|  |                                         |  |  |  |  |  |  |  |  |  |  |  |  |  |  |  |
|  |                                         |  |  |  |  |  |  |  |  |  |  |  |  |  |  |  |
|  | 11. Валентина Висконти                  |  |  |  |  |  |  |  |  |  |  |  |  |  |  |  |
|  |                                         |  |  |  |  |  |  |  |  |  |  |  |  |  |  |  |
|  |                                         |  |  |  |  |  |  |  |  |  |  |  |  |  |  |  |
|  | 23. Isabella, Countess of Vertus        |  |  |  |  |  |  |  |  |  |  |  |  |  |  |  |
|  |                                         |  |  |  |  |  |  |  |  |  |  |  |  |  |  |  |
|  |                                         |  |  |  |  |  |  |  |  |  |  |  |  |  |  |  |
|  | 1. Ана од Бретање                       |  |  |  |  |  |  |  |  |  |  |  |  |  |  |  |
|  |                                         |  |  |  |  |  |  |  |  |  |  |  |  |  |  |  |
|  |                                         |  |  |  |  |  |  |  |  |  |  |  |  |  |  |  |
|  | 24. Archambaud de Grailly               |  |  |  |  |  |  |  |  |  |  |  |  |  |  |  |
|  |                                         |  |  |  |  |  |  |  |  |  |  |  |  |  |  |  |
|  |                                         |  |  |  |  |  |  |  |  |  |  |  |  |  |  |  |
|  | 12. John I, Count of Foix               |  |  |  |  |  |  |  |  |  |  |  |  |  |  |  |
|  |                                         |  |  |  |  |  |  |  |  |  |  |  |  |  |  |  |
|  |                                         |  |  |  |  |  |  |  |  |  |  |  |  |  |  |  |
|  | 25. Isabella, Countess of Foix          |  |  |  |  |  |  |  |  |  |  |  |  |  |  |  |
|  |                                         |  |  |  |  |  |  |  |  |  |  |  |  |  |  |  |
|  |                                         |  |  |  |  |  |  |  |  |  |  |  |  |  |  |  |
|  | 6. Гастон IV, гроф од Фоа               |  |  |  |  |  |  |  |  |  |  |  |  |  |  |  |
|  |                                         |  |  |  |  |  |  |  |  |  |  |  |  |  |  |  |
|  |                                         |  |  |  |  |  |  |  |  |  |  |  |  |  |  |  |
|  | 26. Charles I of Albret                 |  |  |  |  |  |  |  |  |  |  |  |  |  |  |  |
|  |                                         |  |  |  |  |  |  |  |  |  |  |  |  |  |  |  |
|  |                                         |  |  |  |  |  |  |  |  |  |  |  |  |  |  |  |
|  | 13. Jeanne of Albret                    |  |  |  |  |  |  |  |  |  |  |  |  |  |  |  |
|  |                                         |  |  |  |  |  |  |  |  |  |  |  |  |  |  |  |
|  |                                         |  |  |  |  |  |  |  |  |  |  |  |  |  |  |  |
|  | 27. Marie de Sully                      |  |  |  |  |  |  |  |  |  |  |  |  |  |  |  |
|  |                                         |  |  |  |  |  |  |  |  |  |  |  |  |  |  |  |
|  |                                         |  |  |  |  |  |  |  |  |  |  |  |  |  |  |  |
|  | 3. Маргарита од Фоа                     |  |  |  |  |  |  |  |  |  |  |  |  |  |  |  |
|  |                                         |  |  |  |  |  |  |  |  |  |  |  |  |  |  |  |
|  |                                         |  |  |  |  |  |  |  |  |  |  |  |  |  |  |  |
|  | 28. Фернандо I од Арагона               |  |  |  |  |  |  |  |  |  |  |  |  |  |  |  |
|  |                                         |  |  |  |  |  |  |  |  |  |  |  |  |  |  |  |
|  |                                         |  |  |  |  |  |  |  |  |  |  |  |  |  |  |  |
|  | 14. Хуан II од Арагона                  |  |  |  |  |  |  |  |  |  |  |  |  |  |  |  |
|  |                                         |  |  |  |  |  |  |  |  |  |  |  |  |  |  |  |
|  |                                         |  |  |  |  |  |  |  |  |  |  |  |  |  |  |  |
|  | 29. Елеонора од Албукерка               |  |  |  |  |  |  |  |  |  |  |  |  |  |  |  |
|  |                                         |  |  |  |  |  |  |  |  |  |  |  |  |  |  |  |
|  |                                         |  |  |  |  |  |  |  |  |  |  |  |  |  |  |  |
|  | 7. Елеонора од Наваре                   |  |  |  |  |  |  |  |  |  |  |  |  |  |  |  |
|  |                                         |  |  |  |  |  |  |  |  |  |  |  |  |  |  |  |
|  |                                         |  |  |  |  |  |  |  |  |  |  |  |  |  |  |  |
|  | 30. Карло III од Наваре                 |  |  |  |  |  |  |  |  |  |  |  |  |  |  |  |
|  |                                         |  |  |  |  |  |  |  |  |  |  |  |  |  |  |  |
|  |                                         |  |  |  |  |  |  |  |  |  |  |  |  |  |  |  |
|  | 15. Бланка I од Наваре                  |  |  |  |  |  |  |  |  |  |  |  |  |  |  |  |
|  |                                         |  |  |  |  |  |  |  |  |  |  |  |  |  |  |  |
|  |                                         |  |  |  |  |  |  |  |  |  |  |  |  |  |  |  |
|  | 31. Елеонора од Кастиље, краљица Наваре |  |  |  |  |  |  |  |  |  |  |  |  |  |  |  |
|  |                                         |  |  |  |  |  |  |  |  |  |  |  |  |  |  |  |
|  |                                         |  |  |  |  |  |  |  |  |  |  |  |  |  |  |  |